# Calendrier coréen
 (mai 2023).
La mise en forme du texte ne suit pas les recommandations de Wikipédia : il faut le « wikifier ».
Les points d'amélioration suivants sont les cas les plus fréquents. Le détail des points à revoir est peut-être précisé sur la page de discussion.
- Les titres sont pré-formatés par le logiciel. Ils ne sont ni en capitales, ni en gras.
- Le texte ne doit pas être écrit en capitales (les noms de famille non plus), ni en gras, ni en italique, ni en « petit »…
- Le gras n'est utilisé que pour surligner le titre de l'article dans l'introduction, une seule fois.
- L'italique est rarement utilisé : mots en langue étrangère, titres d'œuvres, noms de bateaux, etc.
- Les citations ne sont pas en italique mais en corps de texte normal. Elles sont entourées par des guillemets français : « et ».
- Les listes à puces sont à éviter, des paragraphes rédigés étant largement préférés. Les tableaux sont à réserver à la présentation de données structurées (résultats, etc.).
- Les appels de note de bas de page (petits chiffres en exposant, introduits par l'outil «  Source ») sont à placer entre la fin de phrase et le point final[comme ça].
- Les liens internes (vers d'autres articles de Wikipédia) sont à choisir avec parcimonie. Créez des liens vers des articles approfondissant le sujet. Les termes génériques sans rapport avec le sujet sont à éviter, ainsi que les répétitions de liens vers un même terme.
- Les liens externes sont à placer uniquement dans une section « Liens externes », à la fin de l'article. Ces liens sont à choisir avec parcimonie suivant les règles définies. Si un lien sert de source à l'article, son insertion dans le texte est à faire par les notes de bas de page.
- La présentation des références doit suivre les conventions bibliographiques. Il est recommandé d'utiliser les modèles {{Ouvrage}}, {{Chapitre}}, {{Article}}, {{Lien web}} et/ou {{Bibliographie}}. Le mode d'édition visuel peut mettre en forme automatiquement les références.
- Insérer une infobox (cadre d'informations à droite) n'est pas obligatoire pour parachever la mise en page.

Pour une aide détaillée, merci de consulter Aide:Wikification.
Si vous pensez que ces points ont été résolus, vous pouvez retirer ce bandeau et améliorer la mise en forme d'un autre article.
Le calendrier coréen traditionnel ou le calendrier Tangun (coréen : 단군 ; hanja : 檀君) est un calendrier luni-solaire. Les dates sont comptées à partir du méridien de la Corée (135e méridien est des temps modernes pour la Corée), et les célébrations et les fêtes sont basés sur la culture coréenne.
Les Coréens utilisent principalement le calendrier grégorien, qui a été officiellement adopté en 1896. Cependant, les fêtes traditionnelles et le calcul de l'âge pour les générations plus âgées sont toujours basées sur l'ancien calendrier. Les plus grandes fêtes en Corée aujourd'hui, qui sont aussi des fêtes nationales, sont Seollal, le premier jour traditionnel du Nouvel An coréen, et Chuseok, la fête de la récolte de la Lune. D'autres fêtes importantes incluent Daeboreum aussi appelé Boreumdaal (la première pleine lune), Dano (fête du printemps) et le Samjinnal (fête d'ouverture du printemps). D'autres fêtes mineures incluent le Yudu (fête d'été), et le Chilseok (fête de la mousson).

## Histoire
Comme la plupart des calendriers traditionnels des autres pays d'Asie de l'Est, le calendrier coréen est dérivé du calendrier chinois,. Le calendrier traditionnel fait référence à ses années avec les ères de Corée de 270 à 963, suivie du nom de l'ère chinoise avec l'ère coréenne quelques fois jusqu'en 1894. En 1894 et 1895, le calendrier lunaire a été utilisé avec des années numérotées à partir de la fondation de la Dynastie de Joseon en 1392.
Le calendrier grégorien a été adopté le 1er janvier 1896, avec l'ère coréenne Geon-yang (건양 / Hanja : 建陽, "adopter le calendrier solaire").
De 1945 à 1961 en Corée du Sud, les années du calendrier grégorien ont été numéroté à partir de la fondation de Gojoseon en 2333 av. J.-C. (qui est considérée comme la première année), la date de la fondation légendaire de la Corée par Tangun, d'où le fait que ces années Dangi (단기 / Hanja : 檀紀) étaient de 4278 à 4294. Cette façon de numéroter était utilisée de manière informelle en plus du calendrier lunaire coréen avant 1945, mais n'a été utilisée que rarement depuis 1961, et surtout en Corée du Nord avant 1997.
Bien qu'il ne s'agisse pas d'un calendrier officiel, en Corée du Sud, le calendrier coréen traditionnel est toujours maintenu par le gouvernement. La version actuelle est basée sur le calendrier shixien de l'Asie de l'Est ("si-heon-yeok, 시헌력 (時憲暦)" en coréen), qui a été à son tour développé par des érudits jésuites. Cependant, comme le calendrier coréen actuel est basé sur la forme de la lune vue de Corée, le calendrier a parfois un jour de plus par rapport au calendrier traditionnel d'Asie de l'Est, bien que la règle de base soit la même. De ce fait, le Jour de l'An fait parfois une différence unitaire[Quoi ?] entre les deux pays, ce dernier ayant eu lieu en 1997.
En Corée du Nord, le calendrier Juche est utilisé depuis 1997 pour numéroter les années, en fonction de la date de naissance du fondateur de l'État, Kim Il-sung.

## Caractéristiques
- Le zodiaque chinois sur 12 branches terrestres (animaux), qui ont été utilisées pour compter les heures et les années ;
- Dix tiges célestes, qui ont été combinées avec les 12 branches terrestres pour former un cycle de soixante ans ;
- Vingt-quatre période solaires (jeol-gi / 절기, hanja : 節氣) dans l'année, espacées d'environ 15 jours ;
- Les mois embolismiques (lunaires) sont ajoutés tous les deux ou trois ans.

## Jours de la semaine
Notez que le calendrier coréen traditionnel n'a pas de concept de "jour de la semaine" : ce sont les noms des jours de la semaine dans le calendrier moderne (occidental).
| Anglais  | Hangeul | Hanja  | Translittération      | Corps céleste | 5 Éléments (Hanja/ Hanzi : 五行 = coréen : 오행; chinois : Wuxing) |
| -------- | ------- | ------ | --------------------- | ------------- | ------------------------------------------------------------------ |
| Dimanche | 일요일  | 日曜日 | il-yo-il : ilyoil     | Soleil        |                                                                    |
| Lundi    | 월요일  | 月曜日 | weol-yo-il : weolyoil | Lune          |                                                                    |
| Mardi    | 화요일  | 火曜日 | hwa-yo-il : hwayoil   | Mars          | Feu                                                                |
| Mercredi | 수요일  | 水曜日 | su-yo-il : suyoil     | Mercure       | Eau                                                                |
| Jeudi    | 목요일  | 木曜日 | mog-yo-il : mogyoil   | Jupiter       | Bois                                                               |
| Vendredi | 금요일  | 金曜日 | keum-yo-il : keumyoil | Vénus         | Métal                                                              |
| Samedi   | 토요일  | 土曜日 | to-yo-il : toyoil     | Saturne       | Terre                                                              |

## Mois
En coréen moderne, les mois des calendriers luni-solaire traditionnel et occidental sont nommés en ajoutant wol, le mot sino-coréen pour "mois", aux numéros sino-coréens. Traditionnellement, lors de l'examen des mois de naissance individuels, les mois du calendrier luni-solaire sont nommés en préfixant le nom coréen natif de l'animal associé à chaque branche terrestre du zodiaque chinois de dal, le mot coréen natif pour "mois". En outre, le premier, onzième et douzième mois ont d'autres noms coréens similaires aux noms de mois chinois traditionnels. Cependant, d'autres noms de mois chinois traditionnels, tels que Xingyuè ("mois de l'abricot") pour le deuxième mois, ne sont pas utilisés en coréen.
| Nom moderne | Nom moderne   | Nom moderne | Nom traditionnel | Nom traditionnel | Nom traditionnel | Notes                                             | Équivalent en chinois | Équivalent en chinois               | Équivalent en chinois                       | Équivalent en chinois                                                                         |
| Traduction  | Hangeul       | RR          | Traduction       | Hangeul          | RR               | Notes                                             | Numéro du mois        | Nom de la branche terrestre         | Nom moderne                                 | Commence à la date grégorienne↵ (chaque année, les dates changent en raison du cycle lunaire) |
| ----------- | ------------- | ----------- | ---------------- | ---------------- | ---------------- | ------------------------------------------------- | --------------------- | ----------------------------------- | ------------------------------------------- | --------------------------------------------------------------------------------------------- |
| 1er mois    | 1월 (일월)    | Il-weol     | Mois du Tigre    | 호랑이달         | Ho-rang-i-dal    |                                                   | 1                     | 寅月 ; yínyuè ; 'mois du tigre'     | 正月 ; zhēngyuè ; 'premier mois'            | entre le 21 janvier – 20 février                                                              |
| 1er mois    | 1월 (일월)    | Il-weol     | Mois primaire    | 정월 (正月)      | Jeong-weol       | Un emprunt du chinois Zhēngyuè                    | 1                     | 寅月 ; yínyuè ; 'mois du tigre'     | 正月 ; zhēngyuè ; 'premier mois'            | entre le 21 janvier – 20 février                                                              |
| 2e mois     | 2월 (이월)    | I-weol      | Mois du Lapin    | 토끼달           | To-kki-dal       |                                                   | 2                     | 卯月 ; mǎoyuè ; 'mois du lapin'     | 二月 ; èryuè ; 'deuxième mois'              | entre le 20 février – 21 mars                                                                 |
| 3e mois     | 3월 (삼월)    | Sam-weol    | Mois du Dragon   | 용달             | Yong-dal         |                                                   | 3                     | 辰月 ; chényuè ; 'mois du dragon'   | 三月 ; sānyuè ; 'troisième mois'            | entre le 21 mars – 20 avril                                                                   |
| 4e mois     | 4월 (사월)    | Sa-weol     | Mois du Serpent  | 뱀달             | Baem-dal         |                                                   | 4                     | 巳月 ; sìyuè ; 'mois du serpent'    | 四月 ; sìyuè ; 'quatrième mois'             | entre le 20 avril – 21 mai                                                                    |
| 5e mois     | 5월 (오월)    | O-weol      | Mois du Cheval   | 말달             | Mal-dal          |                                                   | 5                     | 午月 ; wǔyuè ; 'mois du cheval'     | 五月 ; wǔyuè ; 'cinquième mois'             | entre le 21 mai – 21 juin                                                                     |
| 6e mois     | 6월 (유월)    | Yu-wol      | Mois du Mouton   | 양달             | Yang-dal         |                                                   | 6                     | 未月 ; wèiyuè ; 'mois de la chèvre' | 六月 ; liùyuè ; 'sixième mois'              | entre le 21 juin – 23 juillet                                                                 |
| 7e mois     | 7월 (칠월)    | Chil-weol   | Mois du Singe    | 원숭이달         | Weon-sung-i-dal  |                                                   | 7                     | 申月 ; shēnyuè ; 'mois du singe'    | 七月 ; qīyuè ; 'septième mois'              | entre le 23 juillet – 23 août                                                                 |
| 8e mois     | 8월 (팔월)    | Pal-weol    | Mois du Coq      | 닭달             | Dak-dal          |                                                   | 8                     | 酉月 ; yǒuyuè ; 'mois du coq'       | 八月 ; bāyuè ; 'huitième mois'              | entre le 23 août – 23 septembre                                                               |
| 9e mois     | 9월 (구월)    | Gu-weol     | Mois du Chien    | 개달             | Gae-dal          |                                                   | 9                     | 戌月 ; xūyuè ; 'mois du chien'      | 九月 ; jiǔyuè ; 'neuvième mois'             | entre le 23 septembre – 23 octobre                                                            |
| 10e mois    | 10월 (시월)   | Si-weol     | Mois du Cochon   | 돼지달           | Dwae-ji-dal      |                                                   | 10                    | 亥月 ; hàiyuè ; 'mois du cochon'    | 十月 ; shíyuè ; 'dixième mois'              | entre le 23 octobre – 22 novembre                                                             |
| 11e mois    | 11월 (십일월) | Sib-il-weol | Mois du Rat      | 쥐달             | Jwi-dal          |                                                   | 11                    | 子月 ; zǐyuè ; 'mois du rat'        | 十一月 ; shíyīyuè ; 'onzième mois'          | entre le 22 novembre – 22 décembre                                                            |
| 11e mois    | 11월 (십일월) | Sib-il-weol | Mois du Dongzhi  | 동짓달           | Dong-jit-dal     | Comparez du chinois Dōngyuè, "mois d'hiver"       | 11                    |                                     |                                             |                                                                                               |
| 12e mois    | 12월 (십이월) | Sib-i-weol  | Mois du Bœuf     | 소달             | So-dal           |                                                   | 12                    | 丑月 ; chǒuyuè ; 'mois du bœuf'     | 臘月 ; 腊月 ; làyuè ; 'mois de fin d'année' | entre le 22 décembre – 21 janvier                                                             |
| 12e mois    | 12월 (십이월) | Sib-i-weol  |                  | 섣달             | Seot-dal         | Comparez du chinois Làyuè, "mois de conservation" | 12                    |                                     | 臘月 ; 腊月 ; làyuè ; 'mois de fin d'année' |                                                                                               |

## Fêtes
Le calendrier lunaire est utilisé pour l'observation des fêtes traditionnelles, telles que Seollal, Chuseok, et l'anniversaire de Bouddha. Il est également utilisé pour les mémoriaux jesa pour les ancêtres et pour marquer les anniversaires des coréens plus âgés.

### Fêtes traditionnelles
| Fête                                                                                                | Signification                                                             | Événements | Date (Lunaire)                            | Nourriture |
| --------------------------------------------------------------------------------------------------- | ------------------------------------------------------------------------- | --- | ----------------------------------------- | --- |
| Seollal (설날)                                                                                      | Nouvel an lunaire                                                         | Un service ancestral est offert devant la tombe des ancêtres, les vœux du Nouvel An sont échangés avec la famille, les proches et les voisins ; s'incline devant les anciens (sebae, 세배, hanja : 歲拜), yutnori (윷놀이). | 1er jour du 1er mois                      | soupe de galette de riz (tteokguk, 떡국), gâteaux au miel (yakgwa, 약과, hanja : 藥果).                                                                                    |
| Daeboreum (대보름, 大보름)                                                                          | Première pleine lune                                                      | Salutation de la lune (dalmaji, 달맞이), faire voler des cerfs-volants, brûler des talismans pour éloigner les mauvais esprits (aegmagi taeugi, 액막이 태우기), feux de joie (daljip taeugi, 달집 태우기).                  | 15e jour du 1er mois                      | riz bouilli aux cinq grains (o-gok-bap, 오곡밥, hanja : 五穀飯), manger des noix, par ex. noix, pignons, cacahuètes, châtaignes (bureom, 부럼), boire du vin (gwibalgisul) |
| Meoseumnal (머슴날)                                                                                 | Fête des serviteurs                                                       | Ménage, cérémonie de passage à l'âge adulte, rite chaman des pêcheurs (yeongdeunggut, 영등굿) | 1er jour du 2e mois                       | galettes de riz farcies parfumées au pin (songpyeon, 송편) |
| Samjinnal (삼짇날)                                                                                  | Les hirondelles migratrices reviennent                                    | Combat de jambes, voyance. | 3e jour du 3e mois                        | vin d'azalée (dugyeonju, 두견주, hanja : 杜鵑酒), gâteau de riz à l'azalée (dugyeon hwajeon, 두견화전, hanja : 杜鵑花煎)                                                   |
| Fête de Hansig (한식, hanja : 寒食)                                                                 | Début de la saison agricole                                               | Visite de la tombe ancestrale pour le rite d'offrande, le nettoyage et l'entretien. | Jour 105 après le solstice d'hiver        | aliments froids uniquement : gâteau à l'armoise (ssuktteok, 쑥떡), boulettes d'armoise (ssukdanja, 쑥단자), soupe d'armoise (ssuktang, 쑥탕)                               |
| Chopail (Cho-pa-il) (초파일, hanja : 初八日) ou Seok-ga Tan-sin-il (석가탄신일; hanja : 釋迦誕生日) | Anniversaire de Bouddha                                                   | Yeondeunghoe (Fête des lanternes de lotus) | 8e jour du 4e mois                        | gâteau de riz (jjintteok, 찐떡), gâteau de riz aux fleurs (hwajeon, 화전, hanja : 花煎)                                                                                    |
| Dano (단오, hanja : 端午) ou Su-rit-nal (수릿날)                                                    | Fête du printemps                                                         | Se laver les cheveux à l'eau d'iris, catch (ssireum, 씨름), se balancer, offrir des éventails en cadeau | 5e jour du 5e mois                        | galette de riz aux herbes (surichwitteok, 수리취떡), soupe de hareng (junchiguk, 준치국)                                                                                   |
| Yudu (유두, hanja : 流頭)                                                                           | Salutation de l'eau                                                       | Salutation à l'eau, se laver les cheveux pour laver la malchance | 15e jour du 6e mois                       | Cinq nouilles colorées (yudumyeon, 유두면), gâteau de riz cuit (sudan, 수단, Hanja: 水團)                                                                                  |
| Chilseok (칠석, hanja : 七夕)                                                                       | Jour de rencontre de Gyeonwu et Jiknyeo, dans le conte folklorique coréen | Tissage de tissu | 7e jour du 7e mois                        | galette de blé (miljeonbyeong, 밀전병), galette de riz vapeur aux haricots rouges (sirutteok, 시루떡)                                                                      |
| Baekjung (백중, Hanja: 百中)                                                                        | Adoration à Bouddha                                                       | Adoration à Bouddha. | 15e jour du 7e mois                       | gâteau de riz mélangé (seoktanbyeong, 석탄병, hanja : 惜呑餠) |
| Chuseok (추석, hanja : 秋夕)                                                                        | Fête de la moisson                                                        | Visite de la tombe ancestrale, ssireum, offrant le premier grain de riz (olbyeosinmi, 올벼신미, --新味), danse en cercle (ganggang sullae, 강강술래)                                                                        | 15e jour du 8e mois                       | galette de riz au sapin farcie de châtaignes, de sésame ou de haricots (songpyeon, 송편), soupe de taro (torantang, 토란탕)                                                |
| Jungyangjeol (중양절, hanja : 重陽節)                                                               | Les hironelles migratrices partent                                        | Célébration de l'automne avec de la poésie et de la peinture, composer de la poésie, profiter de la nature | 9e jour du 9e mois                        | galette de chrysanthème (gukhwajeon, 국화전, 菊花煎), œufs de poisson (eo-ran, 어란, hanja : 魚卵), thé au citron et au miel (yuja cheong, 유자청, hanja : 柚子淸)         |
| Dongji (동지, hanja : 冬至)                                                                         | Solstice d'hiver                                                          | Rites pour chasser les mauvais esprits. | Vers le 22 décembre du calendrier solaire | bouillie de haricots rouges avec des boulettes de riz (patjuk, 팥죽) |
| Seot-dal Geum-eum (섣달그믐)                                                                        | Réveillon du Nouvel an                                                    | Rester debout toute la nuit avec toutes les portes ouvertes pour recevoir les esprits ancestraux | Dernier jour du 12e mois                  | riz mélangé aux légumes (bibimbap, 비빔밥), galettes de riz à la poudre de haricots (injeolmi, 인절미), biscuits traditionnels (han-gwa, 한과, hanja : 韓菓)               |

Il existe aussi d'innombrables fêtes régionales célébrées selon le calendrier lunaire.